# Amfitheater van Durrës
Het Amfitheater van Durrës (Albanees: Amfiteatri i Durrësit) is een Romeins amfitheater in de Albanese stad Durrës.
Het amfitheater werd in de 1e eeuw n.Chr. door de Romeinen gebouwd in het toenmalige Dyrrhachium. Het bouwwerk bood vermoedelijk plaats aan ongeveer 15.000 toeschouwers en was daarmee het grootste amfitheater op de Balkan. In de 4e eeuw verloor het amfitheater zijn functie en werd het overgenomen door de lokale christelijke gemeenschap, die het gebruikte als begraafplaats. In een van de ruimtes onder de tribunes werd een kapel gevestigd, waarvan een mozaïek met Christelijke figuren bewaard is gebleven.
In de late middeleeuwen werd het amfitheater overbouwd met nieuwe gebouwen en raakte het in de vergetelheid. Pas in de 20e eeuw werd het amfitheater bij het aanleggen van een wijnkelder herontdekt. Daarna is het amfitheater voor een groot deel opgegraven en blootgelegd. Het is nu een van de belangrijkste toeristische trekpleisters van de stad. 
Het bouwwerk werd in 2013 door de pan-Europese erfgoedorganisatie Europa Nostra uitgeroepen tot een van de zeven meest bedreigde culturele erfgoederen in Europa.

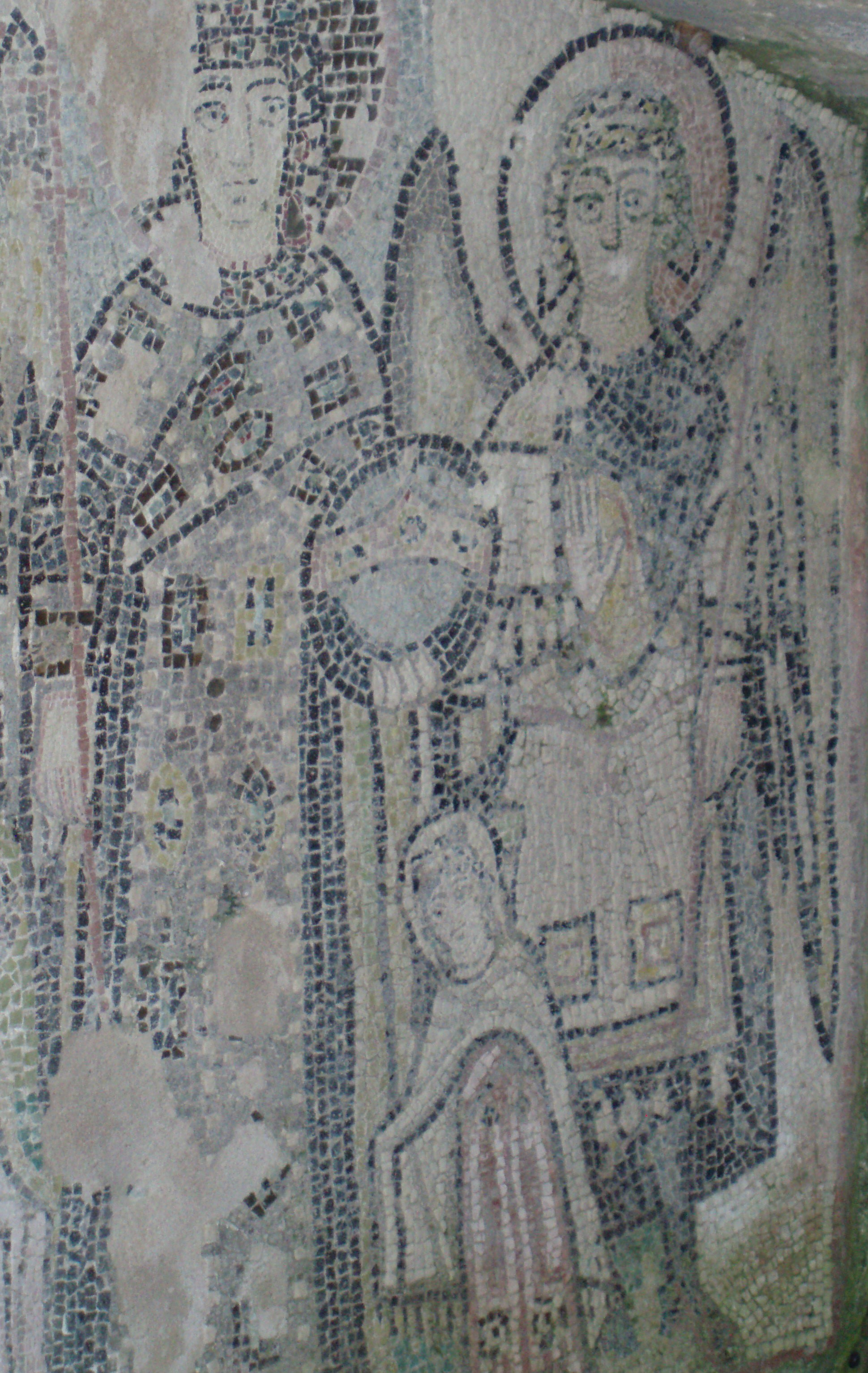
Christelijk mozaïek in het amfitheater